# Astwood
Astwood – wieś w Anglii, w hrabstwie ceremonialnym Buckinghamshire, w dystrykcie (unitary authority) Milton Keynes. Leży 76 km na północny zachód od centrum Londynu. W 2001 miejscowość liczyła 131 mieszkańców.